# Tömeges öngyilkosság
Tömeges öngyilkosság egy olyan formája az öngyilkosságnak, amikor egy csoportnyi ember egyszerre öli meg magát. 

## Áttekintés
A tömeges öngyilkosság néha vallási vagy háborús körülmények között történik. A legyőzött csoportok inkább tömeges öngyilkossághoz folyamodnak, ahelyett, hogy elfogják őket. Néha depressziós vagy reményvesztett emberek kis csoportjai terveznek el és hajtanak végre ilyesmit. A tömeges öngyilkosságokat a politikai tiltakozás egyik formájaként is használták.
A tömeges öngyilkossághoz való hozzáállás a hely és a körülmények függvényében változik. Azok emberek, akik tömeges öngyilkosságot követnek el a behódolás helyett, néha hősies mítosz középpontjába kerülnek. Az ilyen tömeges öngyilkosságok elnyerhetik a győztesek gyötrelmes tiszteletét is. 

## Történelmi tömeges öngyilkosságok
- Illiturgis megsemmisítését követően, melyet Scipio római hadvezér hajtott végre, Astapa város lakosai - tudva, hogy hasonló sorssal néznek szembe - úgy döntöttek, hogy megölik magukat, így magukra gyújtották a várost annak összes kincsével.
- Kr. e. 2. század végén feljegyzések készültek a teutonokról és kimberekről, hogy Róma ellen vonulnak. Seregeiket Caius Marius legyőzte az Aquae Sextiae csatában (a mai Aix-en-Provence közelében). A királyukat, Teutobod-ot elhurcolták. A foglyul ejtett nők tömeges öngyilkosságot követtek el, amely a germán hősiesség legendájává vált Rómában. Eredetileg a király kiváltásának feltétele 300 asszony átadását jelentette volna a rómaiaknak. Amikor ez az asszonyok tudomására jutott, először a konzulnak könyörögtek, hogy inkább kinevezzék őket szolgálatra Ceres és Vénusz templomába. Akkor, amikor kérésüket visszautasították, megölték gyermekeiket, és másnap reggel egymás karjaiba borulva találták őket holtan, miután megfojtották magukat.[2]
- Numantia tizenöt hónapos ostroma után a legyőzött numantiaiak nagy része a fegyverletétel helyett inkább öngyilkosságot követett el és felgyújtották a várost.
- Görögország török uralma alatt és röviddel a görög szabadságharc előtt a Souliból menekülő nők, akiket az oszmánok üldöztek, felmentek a Zalongo-hegyre, ahonnan ledobták gyermekeiket a szakadékba, majd maguk is utánuk ugrottak, hogy elkerüljék az elfogást.[3]
- Németországot soha nem látott öngyilkos hullámok sora sújtotta a náci rendszer utolsó napjaiban. Az öngyilkossági hullámok számos oka lehet, beleértve a náci propaganda hatásait, Adolf Hitler öngyilkosságának példáját, az áldozatok ragaszkodását a Náci Párt eszméihez, a háború elvesztésére adott reakciót, és ennek következtében a a náci Németország várható szövetséges megszállását.
- Japánban az öngyilkosság hagyományainak évszázadok óta ismert formái, a szeppuku ünnepélyes önkibelezés és a kamikaze harcosok, akik repülőgépeikkel a szövetséges hadihajókba repültek a második világháború alatt.

## Vallási indíttatású öngyilkosságok

### Népek temploma (1978)
1978. november 18-án 918 amerikai halt meg a Népek Templomához kapcsolódó eseményekben, köztük az egyház 909 tagja, Jim Jones vezetésével, a guyanai Jonestownban. A halottak között 276 gyermek is volt. Egy magnószalagra került rögzítésre az egyház utolsó találkozójának megbeszélése, mely a "Forradalmi öngyilkosságról" szól.
Ezen a felvételen Jones azt mondja a templom tagjainak, hogy Oroszország, akivel a templom hónapok óta tárgyalja a lehetséges kivándorlást, nem veszi őket át, mivel az egyház meggyilkolta Leo Ryan kongresszusi tagot, az NBC riporterét, Don Harris-t és három másik személyt. Amikor a tagok elkezdtek sírni, Jones rendre utasított őket: "Hagyjátok abba ezt a hisztérikát. A szocialisták vagy a kommunisták nem így halhatnak meg. Számunkra nem ez a halál megfelelő módja. Bizonyos méltósággal kell meghalnunk. "  A kazetta végén Jones következtetése: "Nem egyszerű öngyilkosságot követtünk el, hanem forradalmi öngyilkosságot, amely tiltakozik egy embertelen világ körülményei között."  
A Jonestownban élő emberek nyilvánvalóan cianidmérgezéssel haltak meg, kivéve Jones-t (aki egy saját magának okozott sérülés következtében halt meg személyi ápolójával). Egyidejűleg négy másik tag is meghalt az egyház székhelyén, Georgetownban. Négy hónappal később, Michael Prokes, az egyik túlélő, szintén öngyilkosságot követett el.

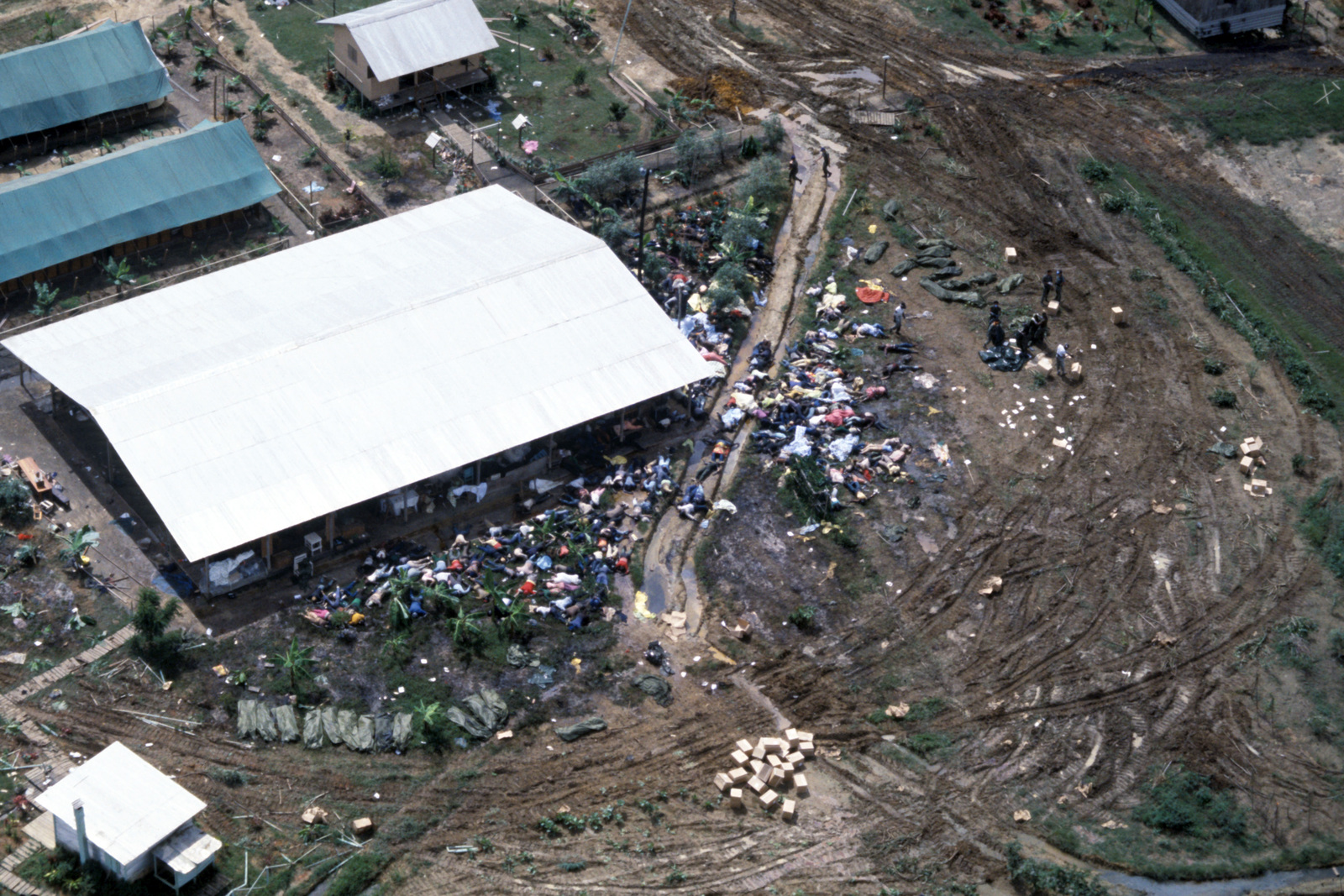
Victims of the Jonestown tragedy

### Nap Egyház (1994–1997)
1994 és 1997 között a Nap Egyházának tagjai tömeges öngyilkosságok sorozatát indították el, ami körülbelül 74 halálesethez vezetett. A tagok búcsúleveleket hagytak, amelyekben azt állították, hogy úgy vélik, haláluk menekülés lesz a "világ képmutatása és elnyomása" elől. Emellett úgy érezték, hogy lelkük "továbbmegy a Szíriuszra". A Quebeci rendőrség által lefoglalt nyilvántartások azt mutatták, hogy néhány tag személyesen több mint egymillió dollárt adományozott a csoport vezetőjének, Joseph Di Mambro-nak. 
A fennmaradó tagok újabb tömeges öngyilkossági kísérletet is kezdeményeztek, amelyet az 1990-es évek végén megakadályoztak. Minden öngyilkosság / gyilkosság és kísérlet a nap-éj egyenlőségek és a napforduló napjai környékén történtek, amelyek valószínűleg némi kapcsolatban álltak a csoport hitével.    

### A mennyország kapuja (1997)
1997. március 24-től 27-ig a mennyország kapujának 39 követője tömeges öngyilkosságban halt meg Kaliforniában, Santa Fe-ben. Ezek az emberek a csoportjuk tanításai szerint úgy vélték, hogy öngyilkosságuk révén "kiléptek emberi hajóikból", hogy lelkük egy űrhajó fedélzetére kerüljön, amelyről azt hitték, hogy Hale-Bopp üstökösöt követi. A csoport néhány férfi tagja önkéntes kasztrálást hajtott végre a nemek nélküli élet előkészítéseként, amelyről azt hitték, hogy az öngyilkosság után várja őket.
1997 májusában A mennyország kapujának két tagja, akik nem voltak jelen a tömeges öngyilkosságon, öngyilkosságot próbáltak végrehajtani, az egyik sikeres volt, a másik tag két napig kómában volt, majd felépült. 1998 februárjában a túlélő, Chuck Humphrey öngyilkosságot követett el.

### Ádám háza
2007-ben a bangladesi Mymensingh-ben egy kilenctagú család minden tagja tömeges öngyilkosságot követett el azzal, hogy vonat elé vetették magukat.   Bár a Daily Mail eredetileg azt jelentette, hogy feláldozták őket, mivel kereszténységre akartak áttérni, azonban naplók kerültek elő az áldozatok otthonában, melybe arról írtak, hogy olyan tiszta életre vágytak, mint amilyet élt Ádám és Éva a paradicsomban, függetlenítve magukat a rabságtól. Miután elhagyták az iszlámot, nem vettek részt keresztény szertartásokon, viszont néha Kálit imádták, a hinduizmus határain kívül.

## Fordítás
Ez a szócikk részben vagy egészben  a   Mass suicide című angol Wikipédia-szócikk ezen változatának fordításán alapul.  Az eredeti cikk szerkesztőit annak laptörténete sorolja fel. Ez a jelzés csupán a megfogalmazás eredetét és a szerzői jogokat jelzi, nem szolgál a cikkben szereplő információk forrásmegjelöléseként.